# Christmas Pudding (téléfilm)
Pour les articles homonymes, voir Christmas Pudding (homonymie).
Christmas Pudding (The Theft of the Royal Ruby) est un téléfilm britannique de la série télévisée Hercule Poirot, réalisé par Andrew Grieve, sur un scénario de Anthony Horowitz et Clive Exton, d'après la nouvelle Christmas Pudding, d'Agatha Christie.
Ce téléfilm, qui constitue le 28e épisode de la série, a été diffusé pour la première fois le 24 février 1991 sur le réseau d'ITV.

## Synopsis
À Londres, le rubis du prince égyptien Farouk est volé par la femme à laquelle il l'avait prêté lors d'un dîner. Poirot, qui pensait passer Noël tranquillement, seul chez lui, est chargé par le gouvernement britannique de retrouver la pierre précieuse, pour préserver les intérêts britanniques. Il passe Noël chez les Lacey. Après avoir rapidement retrouvé le bijou, Poirot est, de nouveau, forcé à enquêter pour retrouver la coupable et son complice.

## Fiche technique
- Titre français : Christmas Pudding
- Titre original : The Theft of the Royal Ruby
- Réalisation : Andrew Grieve
- Scénario : Anthony Horowitz et Clive Exton, d'après la nouvelle Christmas Pudding (1960) d'Agatha Christie
- Décors : Rob Harris
- Costumes : Robin Fraser-Paye
- Photographie : Chris O'Dell
- Montage : Derek Bain
- Musique originale : Christopher Gunning
  - Musique additionnelle : Fiachra Trench
- Casting : Rebecca Howard
- Production : Brian Eastman
  - Production déléguée : Nick Elliott
- Sociétés de production : Carnival Films, London Weekend Television
- Pays d'origine :  Royaume-Uni
- Langue originale : Anglais
- Genre : Policier
- Durée : 50 minutes
- Ordre dans la série : 28e - (9e épisode de la saison 3)
- Première diffusion :
  -  Royaume-Uni : 24 février 1991 sur le réseau d'ITV

## Distribution
- David Suchet (VF : Roger Carel) : Hercule Poirot
- Frederick Treves (VF : Henri Djanik) : Colonel Lacey
- Stephanie Cole : Mrs Lacey
- David Howey : Jesmond
- Tariq Alibai : Prince Farouk
- Helena Michell : Sarah Lacey
- John Vernon : David Welwyn
- Nigel Le Vaillant (VF : Jean Roche) : Desmond Lee-Wortley
- Robyn Moore : Gloria Lee-Wortley
- John Dunbar : Peverill (le majordome)
- Alessia Gwyther : Bridget
- Jonathan R. Scott : Colin
- Edward Holmes : Michael
- Siobhan Garahy : Annie Bates (la domestique)
- Susan Field : Mrs Ross (la cuisinière)
- Gordon Reid : le chocolatier
- Christopher Leaver : Parsloe
- Peter Aldwyn : Durbridge
- Iain Rattray : le chef des serveurs
- James Taylor : un serveur